# Покиньчереда Ростислав Васильович
Роситислав Васильович Покиньчереда — український військовослужбовець, лейтенант 73 МЦСО.

## Життєпис
Народився в місті Тульчин.
Закінчив Тульчинський ліцей №1
В 2018 році поступив у Військову Академію в Одесі. 
Мав закінчити навчання в 2022, але після повномасштабного вторгнення долучився до лав ЗСУ.
Служив начальником групи розвідки штабу 3-го загону військової частини А3199, лейтенант .

## Загибель
Нагороджений орденом «За мужність» III ступеня (посмертно).